# Ettore Modigliani
Ettore Modigliani (Roma, 20 dicembre 1873 – Milano, 22 giugno 1947) è stato un funzionario e museologo italiano.

## Biografia
Ettore Modigliani nacque a Roma il 20 dicembre 1873 da Emanuele Modigliani (1837-1895), importante commerciante romano di tessuti, e da Giulia Toscano (1850-1942); era cugino dei fratelli Amedeo Modigliani e Giuseppe Emanuele Modigliani. Interessatosi sin da bambino alle arti, egli stesso riportò l’importanza di un viaggio eseguito, quindicenne, a Parigi, in occasione del quale era stato meravigliato da Versailles e dal Louvre e aveva dedicato i propri esigui risparmi per assistere alle opere di Moliére, Racine e Shakespeare presso la Commèdie Française; durante tutta l’adolescenza coltivò il suo interesse per il teatro e per l'arte.
Nel 1890 concluse gli studi classici e, seguendo la volontà paterna, si iscrisse a Giurisprudenza, frequentando contemporaneamente i corsi di Lettere, avendo per maestro Ernesto Monaci. Ottenne nel 1894 la laurea in Giurisprudenza e l’anno successivo quella in Lettere. Il Monaci ed alcuni dei suoi più brillanti allievi, tra cui Modigliani, costituirono nel 1901 la Società Filologica Romana. Grazie all’amicizia con il Monaci, Modigliani conobbe Adolfo Venturi - importante storico dell’arte e accademico italiano – ed entrò a far parte del periodico “L’Arte”, fondato dal Venturi nel 1898, diventandone Redattore Capo qualche anno avanti.
Nel 1899 Modigliani superò il concorso per l’ingresso nell’Amministrazione delle Belle Arti e divenne Ispettore della Galleria Borghese di Roma a fianco del Direttore Giovanni Piancastelli, - con il quale strinse un rapporto di stima e amicizia - poi ritiratosi e sostituito da Giulio Cantalamessa. Nel 1908 Modigliani prese parte con esito favorevole ai concorsi a posti di Direttore di Gallerie e Musei, ottenendo quindi la nomina a Direttore della Pinacoteca di Brera di Milano come successore di Giorgio Sinigaglia e Corrado Ricci. Nel 1910 venne nominato Sovrintendente alle Gallerie, ai Musei Medievali e Moderni e agli oggetti d’Arte di Milano, ricoprendo inoltre dal 1925 la carica di Sovrintendente ai Monumenti della Lombardia e dal 1926 l’incarico di Sovrintendente della Certosa di Pavia. Durante la sua sovrintendenza Modigliani fu particolarmente attento ai lavori di Scuola veneta, facendo acquistare alla Pinacoteca alcuni dipinti di Canaletto.
Nel 1911 si formò, su iniziativa del Duca Uberto Visconti di Modrone, di Corrado Ricci e di Ettore Modigliani, un comitato per la creazione di un Museo Teatrale nei pressi del Teatro alla Scala di Milano. Il comitato, composto anche da Arrigo Boito, Ludovico Pogliaghi, Leopoldo Pullè e Luigi della Torre, riuscì ad acquistare la Collezione Sambon - allora all’asta a Parigi e contesa da Pierpont Morgan, che successivamente si ritirò dall’asta per cortesia verso le Istituzioni Italiane - la quale costituì il nucleo iniziale della collezione del Museo Teatrale alla Scala, inaugurato successivamente nel 1913 presso Largo Ghiringhelli. 
Nel 1913 la Gioconda di Leonardo da Vinci, rubata dal Louvre nel 1911, venne ritrovata a Firenze. Dopo una breve mostra a Firenze e la cerimonia ufficiale di restituzione alla Francia presso Palazzo Farnese, sede dell’ambasciata francese a Roma, la Gioconda fu brevemente esposta a Palazzo Borghese e venne decisa anche un’esposizione presso Brera - il 29 ed il 30 di dicembre - prima del ritorno in Francia. Modigliani fu quindi incaricato della difficile organizzazione dell’evento, che, con diciottomila visitatori a pagamento, si rivelò un successo. Il 31 dicembre 1913, presso la stazione internazionale di Modane, avvenne la restituzione dell’opera da parte di Modigliani a Paul Leprieur, conservatore del Louvre, attestata da un verbale conservato negli archivi di Brera.
Nel 1915 Modigliani fu informato riservatamente da Corrado Ricci dell’imminente entrata dell’Italia nella Prima guerra mondiale e venne incaricato di preparare un piano per mettere in salvo le opere d’arte ed i monumenti artistici. Dopo la stesura di un elenco generale, le opere d’arte vennero imballate e poste in camere blindate; i monumenti furono protetti con assi e sacchetti di sabbia.
In seguito alla Prima guerra mondiale, Ettore Modigliani si occupò tra il 1919 ed il 1921 del recupero delle opere d’arte trafugate all'Italia dall’Austria. Nel 1925 venne concluso il riordinamento di Brera: il 27 di aprile, alla presenza del Re Vittorio Emanuele III e del Ministro della Pubblica Istruzione, avvenne la cerimonia di inaugurazione. Nel 1926 fondò l’associazione Amici di Brera, impegnata grazie ai suoi soci nel sostegno alla Pinacoteca ed alla donazione di nuovi capolavori alla stessa. L’associazione venne sciolta dal regime fascista nel 1939 e fu poi ricostituita nel 1949.
Nel 1927 Modigliani, in quanto Sovrintendente ai Monumenti della Lombardia, promosse attivamente la creazione dell’Ente Villa Carlotta al fine di preservare dalla vendita l’importante villa sul Lago di Como e di rendere fruibile al pubblico la collezione d’arte della stessa.
Nel 1929 il Governo nominò Modigliani Commissario Generale della Mostra dei Capolavori dell’arte antica Italiana in programma a Londra nel 1930. Egli, pertanto, si occupò della selezione delle opere e decise di eseguirne il trasporto via mare. La spedizione partì da Genova il 3 dicembre e giunse nella capitale inglese il 13 dello stesso mese, dopo avere attraversato una difficile tempesta. La mostra “Exibition of Italian Art 1200-1900” venne inaugurata presso la Burlington House il 31 dicembre 1929 e, dopo un prolungamento di un mese, chiuse il 31 marzo 1930, rivelandosi un successo, con più di 540.000 visitatori a pagamento e un presunto totale di 700.000, 152.479 cataloghi e 27.878 album illustrati venduti, incassi stimati a circa otto milioni di lire ed elogi unanimi da parte delle maggiori testate giornalistiche occidentali. Per la realizzazione della mostra Ettore Modigliani ricevette l’onorificenza di Cavaliere Commendatore dell’Impero Britannico.
A partire dal 1929 la posizione di Ettore Modigliani - mai iscrittosi al Partito Nazionale Fascista - iniziò ad indebolirsi. In quell’anno, infatti, iniziò uno scontro con il quadrumviro fascista Cesare Maria De Vecchi, allora Ambasciatore presso la Santa Sede, in merito al possesso del complesso monumentale di Santa Maria delle Grazie di Milano: dopo essere entrati in possesso del convento nel 1924, i Domenicani ambivano alla piena proprietà del complesso e godevano dell’appoggio di De Vecchi. Dopo anni di appelli ai suoi superiori, nel 1934 Modigliani riuscì ad escludere dalla cessione all’Ordine la sala contenente l’affresco del Cenacolo di Leonardo da Vinci, che rimase di proprietà statale. Nello stesso anno egli si impegnò affinché una rilevante collezione artistica di proprietà di un’importante famiglia aristocratica milanese – la quale godeva di forti appoggi politici a Roma - non venisse venduta illecitamente all’estero. Nel 1935 De Vecchi venne nominato Ministro dell’Educazione Nazionale e mise in atto la sua vendetta nei confronti di Modigliani, facendolo trasferire alla Sovrintendenza dell’Aquila. In seguito all'approvazione delle leggi razziali, nel 1938 Ettore Modigliani, poiché ebreo, venne espulso dall'Amministrazione dello Stato, a soli sei giorni dal suo pensionamento. Grazie alla collaborazione con la stimata collega Fernanda Wittgens, la quale prestò il suo nome per la pubblicazione, scrisse in quegli anni l'opera Mentore, un manuale di introduzione allo studio dell’arte.
Durante gli anni della guerra fu costretto a scappare, con tutta la famiglia, rifugiandosi nel suo "eremo marino" a Grottammare e in seguito nascondendosi nelle campagne dell'entroterra marchigiano per non finire nei campi di concentramento. Riuscì a salvarsi, al contrario di numerosi parenti, che trovarono invece la morte. Nel 1946, per iniziativa di Carlo Ludovico Ragghianti, venne reintegrato a Brera, completamente distrutta dai bombardamenti, e si occupò della sua ricostruzione. Contattò l'architetto Piero Portaluppi, con il quale aveva già collaborato negli anni '20 per la risistemazione della Pinacoteca, e nel settembre 1946 aprì la Piccola Brera, una piccola porzione della Pinacoteca, salvata dalle bombe, con alcune opere esposte della collezione braidense.
Ettore Modigliani morì il 22 giugno 1947, senza riuscire a vedere pubblicate le sue Memorie - scritte negli anni dell’esilio - e avendo soltanto avviato il progetto da lui concepito della Grande Brera, ossia il sistema culturale che va a connettere la Pinacoteca di Brera con la Biblioteca Braidense e con Palazzo Citterio. Di portare a termine la ricostruzione della Pinacoteca si occupò Fernanda Wittgens, la quale succedette a Modigliani come sovrintendente dopo averlo affiancato come Ispettrice della Pinacoteca per quasi 20 anni.
Rapporti con Gabriele D’Annunzio
Ettore Modigliani conobbe Gabriele D’Annunzio nel 1904, quando ricevette dalla Società Filologica Romana l’incarico di consegnare personalmente al poeta l’edizione diplomatica del Canzoniere di Petrarca, curata dallo stesso Modigliani. Successivamente, nel 1921, D’Annunzio chiese di incontrare Modigliani per portare alla sua attenzione il destino delle Collezioni archeologiche di Zara ed assicurarsi che esse non venissero cedute alla Jugoslavia, questione che Modigliani portò a termine con esito favorevole. Poco tempo dopo D’Annunzio, interessato ad esaminare alcune opere d’arte ottenute in restituzione dall’Austria, fece visita a Modigliani in Brera, ed espresse il desiderio di ottenere in dono la statua dell’”Eros che spezza l’arco” di Pier Jacopo Alari Bonacolsi. Modigliani fu costretto per motivi istituzionali a negare la richiesta, ma, in seguito ad un confronto con l’amico comune Guido Treves, si decise assieme ad altri amici del poeta – tra cui Arturo Toscanini e Marco Praga – di regalare a D’Annunzio un calco in bronzo della statua e di consegnarla presso la dimora del poeta il giorno dell’Annunciazione, suo onomastico, nel 1922. Nelle Memorie, Modigliani ricordò con affetto i numerosi incontri con D’Annunzio, col quale rimase in rapporti di amicizia fino al 1938, anno della morte del poeta.
Vita privata
Ettore Modigliani si sposò nel 1898 con Elena Nellie Nathan (1875-1969), la quale aveva per nonna Sarina Levi Nathan e per zio Ernesto Nathan ed era inoltre cugina di Edward Nathan Berra. La coppia ebbe tre figli: Arturo, Bianca Maria e Norah, la quale sposerà Pio Umberto Pontremoli.
Dopo la morte
Dal 1947 fu Norah Modigliani, figlia di Ettore Modigliani, ad occuparsi della conservazione dell’archivio delle carte del padre e delle sue Memorie. Norah e suo figlio Enrico Pontremoli – il quale ha messo a disposizione l’edizione dattiloscritta delle Memorie per la loro pubblicazione nel 2019 – hanno donato a più riprese tutto il contenuto dell’archivio alla Pinacoteca di Brera, dove è tuttora consultabile da parte degli studiosi.
Nel 2019 Poste Italiane presenta un francobollo celebrativo per il 210° anniversario della fondazione della Pinacoteca di Brera recante le figure di Ettore Modigliani e di Fernanda Wittgens. Nello stesso anno la Fondazione Berti per l’Arte e la Scienza e l’Associazione Amici di Brera e dei Musei Milanesi promuovono insieme al disegnatore Paolo Bacilieri l’illustrazione a fumetti “Ettore e Fernanda. Un’avventura Braidense” relativa alle vicende dei due direttori della Pinacoteca.

## Opere
- La Pinacoteca di Brera, numero di Natale e Capodanno dell'Illustrazione Italiana, Treves, Milano, 1913
- Mentore. Guida allo studio dell'arte italiana, Hoepli, Milano 1946
- Catalogo della Regia Pinacoteca di Brera, Rizzoli, Milano 1935
- Memorie, Skira, Biblioteca d'Arte Skira, 2019

## Onorificenze
Onorificenze italiane
Onorificenze straniere

## Filmografia
- Fernanda, regia di Maurizio Zaccaro – film TV (2023)